# Estadio de béisbol conmemorativo Rizal
El Estadio de béisbol conmemorativo Rizal es un estadio de béisbol ubicado dentro del Complejo de Deportes Conmemorativo Rizal en Manila, la capital de Filipinas. Tiene un aforo de 10.000. Sirvió como el principal estadio de béisbol de los Juegos Asiáticos de 1954 y también fue sede del béisbol de los Juegos del Sudeste Asiático de 2005. Babe Ruth y Lou Gehrig dieron Home runs aquí en 1934. Gehrig se convirtió en el primer jugador que consiguió un home run en el estadio de béisbol el 2 de diciembre de 1934, mientras que Ruth fue el segundo. Está siendo utilizado como sede de los juegos de béisbol de Filipinas, la principal liga de béisbol del país.